# Міндовські
Міндовсьский - династія російських кінешемських купців, підприємців, текстильних фабрикантів з міста Вічуга, Кінешемський повіт, Костромська губернія, Російська імперія - нинішньої Іванівської області (див. Вічугські фабриканти). Зробила величезний внесок у розквіт і створення Соціал-демократичного суспільства в Росії кінця XIX і початку ХХ століть, РСДРП, а так само боротьбі з більшовизмом. Була пов'язана спорідненістю з сімейством фабрикантів Кокорєвих, Бакакіних, Щеколдіних, Коновалових і Красильщикових.

## Походження династії
Міндовський - вихідці з Кінешемських кріпаків поміщика Глушкова. Кінешемський повіт, Костромської губернії в кінці XVIII століття був патріархальним місцем де зароджувалися мануфактурне виробництво, населення її було схильне до беспоповського старообрядництва. Головним родовим маєтком вважається д. Путковська, Кінешемського повіту, Костромської губернії.
Засновники династії - Іван Федорович та Марім'яна Радіонівна Міндовські, старообрядці. В них було три сина: Іван Іванович, Андрій Іванович та Дмитро Іванович. Родовий маєток у д. Путковська, Кінешемського повіту, Костромської губернії.  

### Друге покоління
Продовжили родинну традицію старообряцтва. В 1860 і 1863 роках родина Міндовських будучі кінешемськими купцями першої та другої гільдій, отримала статус-титул Спадкових Почесних Громадян Російської імперії.
- Іван Іванович (1781-1853)- засновник так званої московської гілки династії, в 1817, ще будучи кріпаком, разом з родиною заклав паперово-снувальні і фарбувальну фабрику в с. Стара Гольчиха (в 1858, фабрика давала роботу 200 працівникам і 470 надомникам). В 1820 викупив себе і свій рід з кріпацтва: «літа тисяча вісімсот двадцятого, грудня о перший день, відставний артилерії штабс-капітан і кавалер Сергій Назаров син Глушкова відпустив в вічно на волю кріпаків своїх, взятих з селян у дворі людей». Мав чотирьох синів.
- Андрій Іванович - купець, фабрикант. Засновник у 1835 і керувальний Ситценабивної фабрики (опис фабрики № 10 зроблено у 1884 році у довіднику Пірогова) у селі Нова Гольчиха, також разом с матір'ю і братом Дмитром у 1817 році заклав паперово-снувальну і фарбувальну фабрику в с. Нова Гольчиха. Мав маєтки у с. Нова Гольчиха та д. Путковська, Кінешемського повіту, Костромської губернії. Мав двох синів.
- Дмитро Іванович - дружина Марім'яна Ємел'яновна, відомо про одного сина. У 1817 році разом с матір'ю і братом Андрієм  заклав паперово-снувальну і фарбувальну фабрику в с. Нова Гольчиха.

## Третє покоління

### Діти Івана Івановича Міндовського
- Олександр Іванович (1801-1877). У 1820-і рр. заснував фабрику в д. Путковська. Засновник гілки «московських» Міндовських і найуспішніший з чотирьох братів. Засновник юр'євецької льнопрядильної Мануфактури Міндовського, Брюханова і Бакакіна. «Відмінною рисою його характеру була скупість, якась незвичайна, анекдотична, плюшкінська скупість. Людина, якій кожен новий день приносив все нові і нові сотні й тисячі рублів доходу, харчувався мало не одним чорним хлібом, багатьма роками носив, чи не змінюючи одні й ті ж заяложені, замаслені костюми та в кожній справі торгувався, буквально через шеляга ламаного, намагався притиснути робітників та всіляких клієнтів своїх на кожному кроці. Скупість ця, до речі сказати, майже в повній мірі своїй перейшла від нього і потомству.»- В. А. Міндовський
- Юхим Іванович (1801-1874). Через шлюби дітей поріднився з родиною Кокоревих - тесть Г. А. Кокорева, І. А. Кокорева. «50 років тому ніхто не знав тут прізвища Кокоревих, які були виписані сюди Міндовскими і Разорьоновими лише як пристойні женихи до своїх дочок (вина не п'ють, тютюну не палять, а головне - великим хрестом моляться)» - В. А. Міндовській
- Федір Іванович. Заснував власну фабрику в Старій Гольчіхі.
- Галактіон Іванович. Успадкував від батька його першу фабрику в Старій Гольчіхі. Вмираючи, доручив опіку над дітьми і справою І. А. Бакакіну.

### Діти Андрія Івановича Міндовського
- Малахія Андрійович (1822-1883) - проживав у с. Нова Гольчиха, Кінешемського повіту, Костромської губернії. Спадковий Почесний Громадянин Російської імперії, купець, фабрикант. Власник і керувальний Ситценабивної фабрики у селі Нова Гольчиха, заснованої батьком у 1835 році, отриманої в спадок. Разом з братами організував та фінансував будівництво Микольської церкви та Микольської церковно-приходницької школи, там же.
- Костянтин Іванович -

### Діти Дмитра Івановича Міндовського
- Сергій Дмитрійович - в спадок отримав Паперово-снувальну фабрику в с. Нова Гольчиха, засновану їх родиною у 1817 році.

## Четверте покоління

### Діти Олександра Івановича Міндовського
- Іван Олександрович (1836-1912). Дружина - Олександра Іванівна Кокорева. Спадкоємець і керуючий фабриками А. І. Міндовського, найбільший домовласник Вічуги і Кінешми. «Був дуже багатою людиною, мав кілька фабрик, багато лісів, будинків і маєтків. Відзначався великою скупістю, що межує швидше з душевної ненормальністю. Сини І. А. Міндовського по скупості перевершили свого татуся... в селі Вічуге йому також належало не менше десятка будівель, більшість з яких він здавав в оренду під торговельні лавки, питні заклади і трактири»- В. А. Міндовський

### Діти Галактіона Івановича Міндовського
- Петро Галактіонович (1856-1931). Засновник і керівник Товариства мануфактур П. Міндовського і І. Бакакіна, поглинувшего підприємства А. І. Міндовського. Творець садиби "Міндово", що не збереглася під Вічугою, великий московський домовласник.
- Ганна Гадактіоновна -

### Діти Малахія Андрійовича Міндовського
- Андрій Малахійович - проживав у с. Нова Гольчиха, Кінешемського повіту, Костромської губернії. Спадковий Почесний Громадянин Російської імперії, купець, фабрикант. Власник і керувальний Ситценабивної фабрики у селі Нова Гольчиха, заснованої дідом та прабабкою у 1835 році, отриманої в спадок. Разом з братами-кузенами головував та фінансував Микольську церкву й Микольську церковно-приходницьку школу, там же.
- Авдотья Малахіївна (1841-1884) - Спадкова Почесна Громадянка одружилась з Щеколдіним І. Г. з династії Шуйських купців, Спадкових Почесних Громадян Російської імперії, фабрикантів. Мала трьох дітей.
- Марія Малахіївна -

## Міндовські маєтки у Москві
У Москві існує шість особняків - пам'яток архітектури, пов'язаних з іменами Міндовських. Два будинки - І. А. Міндовського на Поварській вулиці і Н. І. Міндовського в Пречистенському провулку - побудувало під ключ Московське торгово-будівельне акціонерне товариство і продало господарям з готовою обробкою.

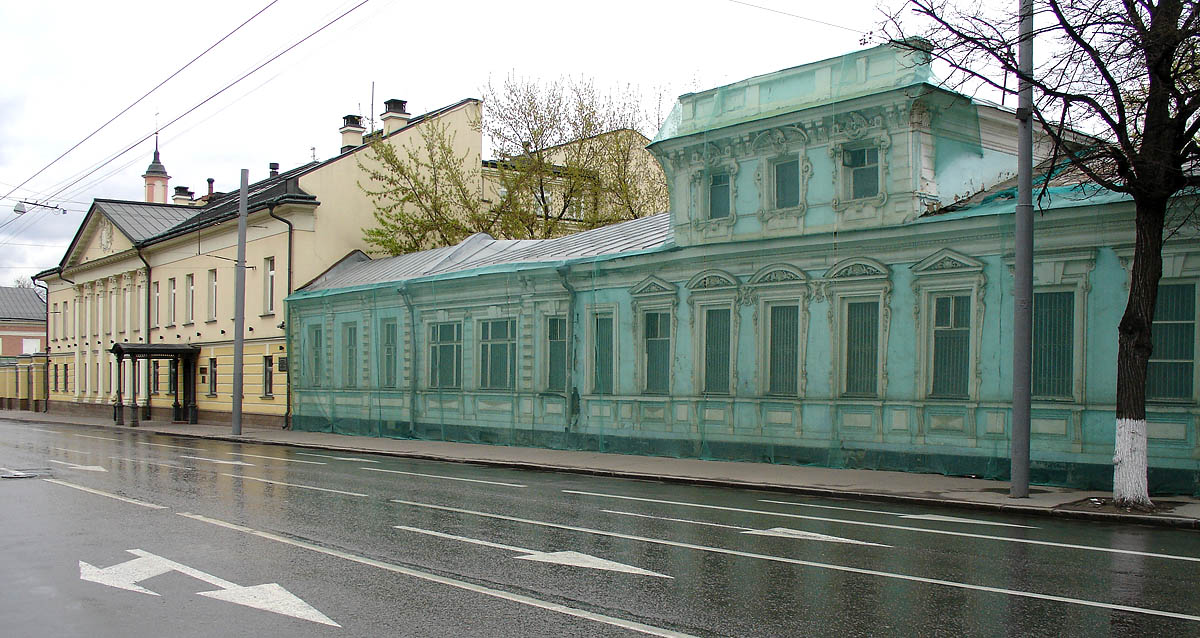
Велика Ординка, 43
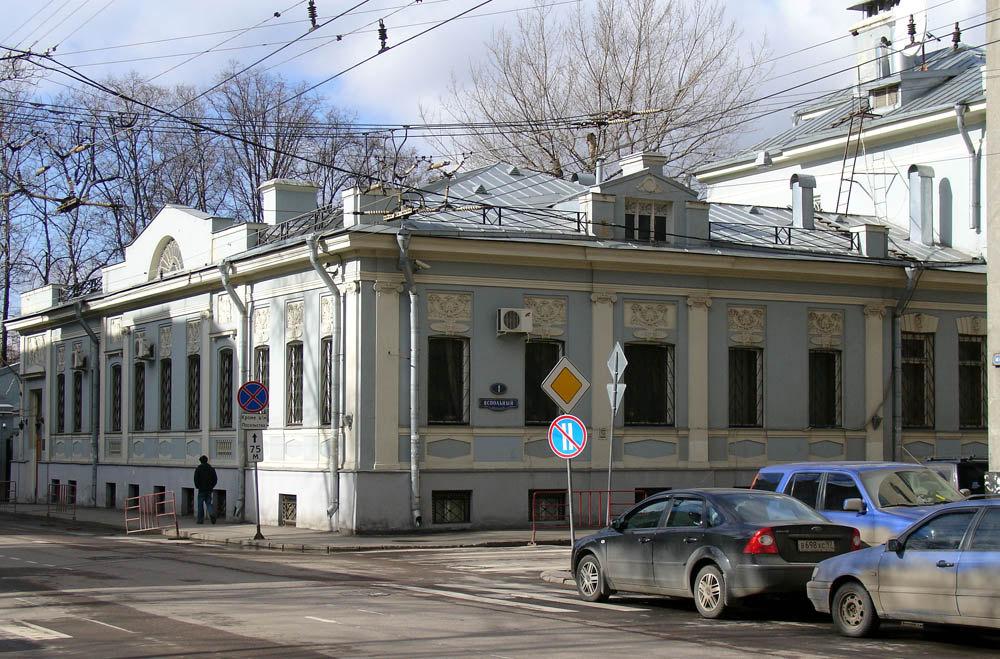
Вспільний переулок, 1
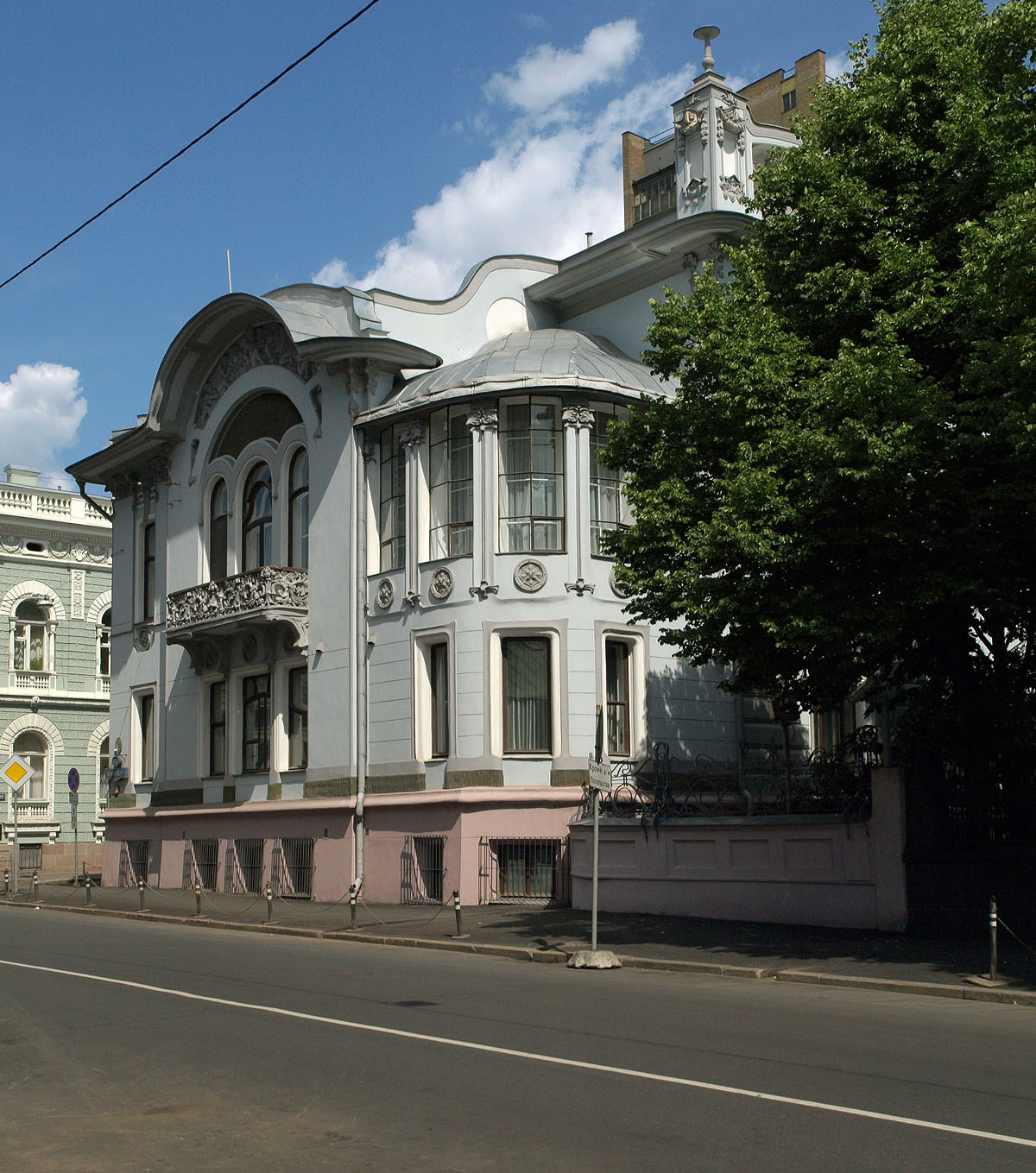
Поварська вулица, 44
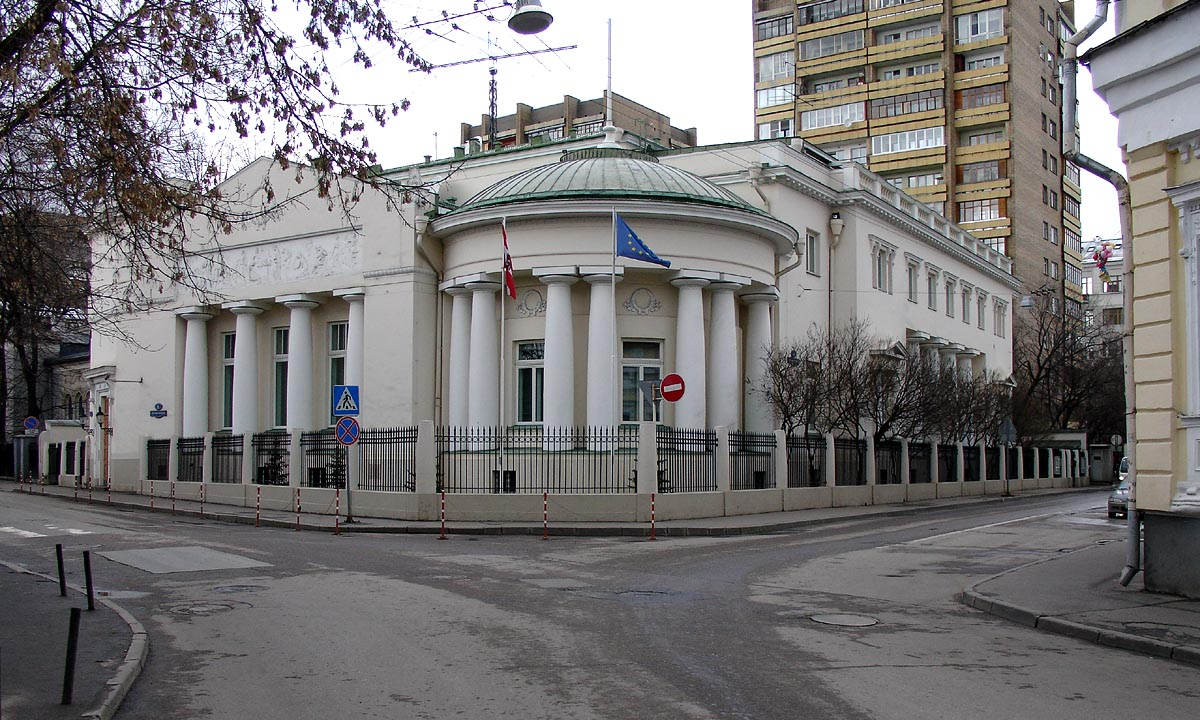
Пречистенський переулок, 6